# Santa Maria Nuova Spallicci
Santa Maria Nuova Spallicci (Sĕnta Marì Nóva in romagnolo) è la più grande frazione del comune di Bertinoro in provincia di Forlì-Cesena. Conta 2 181 abitanti, e ad essa sono collegate le località Santa Croce e Borghetto.
Confina con Forlimpopoli, Panighina, Capocolle, Provezza (Cesena), S.Cristoforo (Cesena), S. Andrea in Bagnolo (Cesena), Mensa (Ravenna), San Pietro in Guardiano e Casemurate (Ravenna).

## Geografia fisica
Dista 8 km dal capoluogo e occupa la parte nord dell'area comunale, pianeggiante, poco distante dalle ultime propaggini collinari. La pianura circostante l'abitato, detta "le Larghe" ("Lerga ad Scarpèl") , lambita dal torrente Bevano, era un tempo irrorata dal rio Arla e dal Vedreto.

## Storia
I territori attuali di Santa Croce e Santa Maria Nuova in epoca romana erano centuriati secondo lo schema forlimpopolese, mentre la zona più a est, verso San Pietro in Guardiano, era all'epoca boschiva e a tratti palustre. Non esisteva un borgo, ma qualche insediamento agricolo.
La sistemazione del territorio mutò con l'avvento dei bizantini, strade o carraie non seguivano più uno schema rigoroso ma un percorso dettato dalla natura, con le strade maestre che seguivano il corso di torrenti provenienti dalle colline.
Sancte Marie Nove viene citata per la prima volta nel 1371 dal cardinale Anglico nella Descriptio Romandiole, dove si parla di un borgo di tre focolari, ovvero famiglie (25-30 persone quindi). Nel 1551 viene eretta a parrocchia la chiesa di S. Pietro in Guardiano, a cui viene aggregata la chiesa di S. Maria Nuova; quest'ultima diventa parrocchia autonoma nel 1579.
Zona di confine tra la provincia di Bologna e quella di Ravenna, vi era una torre adibita a dogana, attualmente Villa Spada Averalli o Villa Avezzani in via Casavecchia, residenza estiva e di caccia dei marchesi Cavalli. Nell'omonima via è ancora conservato Palazzo Cavalli, eretto nella seconda metà del XV secolo. Fu rifugio e luogo di ristoro di Napoleone Bonaparte durante la campagna d'Italia, e successivamente abitato dai conti Passardi sino al dopoguerra.
Durante la seconda guerra mondiale molte furono le vittime civili per i bombardamenti  dell'ottobre 1944, quando per due giorni e due notti caddero granate inglesi sparate da Cesena. Gli obbiettivi degli Alleati erano Palazzo Cavalli già adibito alla residenza degli ufficiali tedeschi, due postazioni contraeree e una postazione di artiglieria. Santa Maria Nuova fu liberata il 23 ottobre 1944 dal 1º reggimento North Irish Horse, dal Royal Armoured Corps e dalla fanteria scozzese che poi puntarono su Forlimpopoli.
Nel dopoguerra l'abitato ha visto un progressivo e consistente sviluppo demografico. L'impianto urbanistico, storicamente a nastro lungo un'unica via, si è esteso notevolmente con la realizzazione di nuove strade parallele.
Alla fine del Novecento il nome della località è stato modificato per onorare il medico, poeta e politico  Ado Spallicci, nativo del luogo.

## Monumenti e luoghi di interesse
- Palazzo Passardi già palazzo Cavalli, in via Cavalli.
- Villa Spada Averalli in via Casavecchia.
- Chiesa di Santa Maria Nuova.
- Bassorilievo al beato fra' Giovanni Nadiani, nativo della frazione[3].

## Cultura

### Istruzione
Sono presenti scuola materna, elementare e media. È attiva la scuola musicale Dante Alighieri (sezione staccata della scuola di Bertinoro).

### Biblioteca
È presente una sede della biblioteca comunale, intitolata ad Aldo Spallicci.

### Eventi
La prima domenica di agosto è venerata la Madonna della Neve, patrona della parrocchia di Santa Maria Nuova, e si svolge la cosiddetta Sagra dei Cavalli, una festa in costumi risalenti ad epoca tardo-medievale in onore della famiglia Cavalli. Sempre in occasione del giorno del patrono, si tiene il palio dei rioni, con corse dei cavalli.